# Denkmal Peters des Großen vor der Michaelsburg

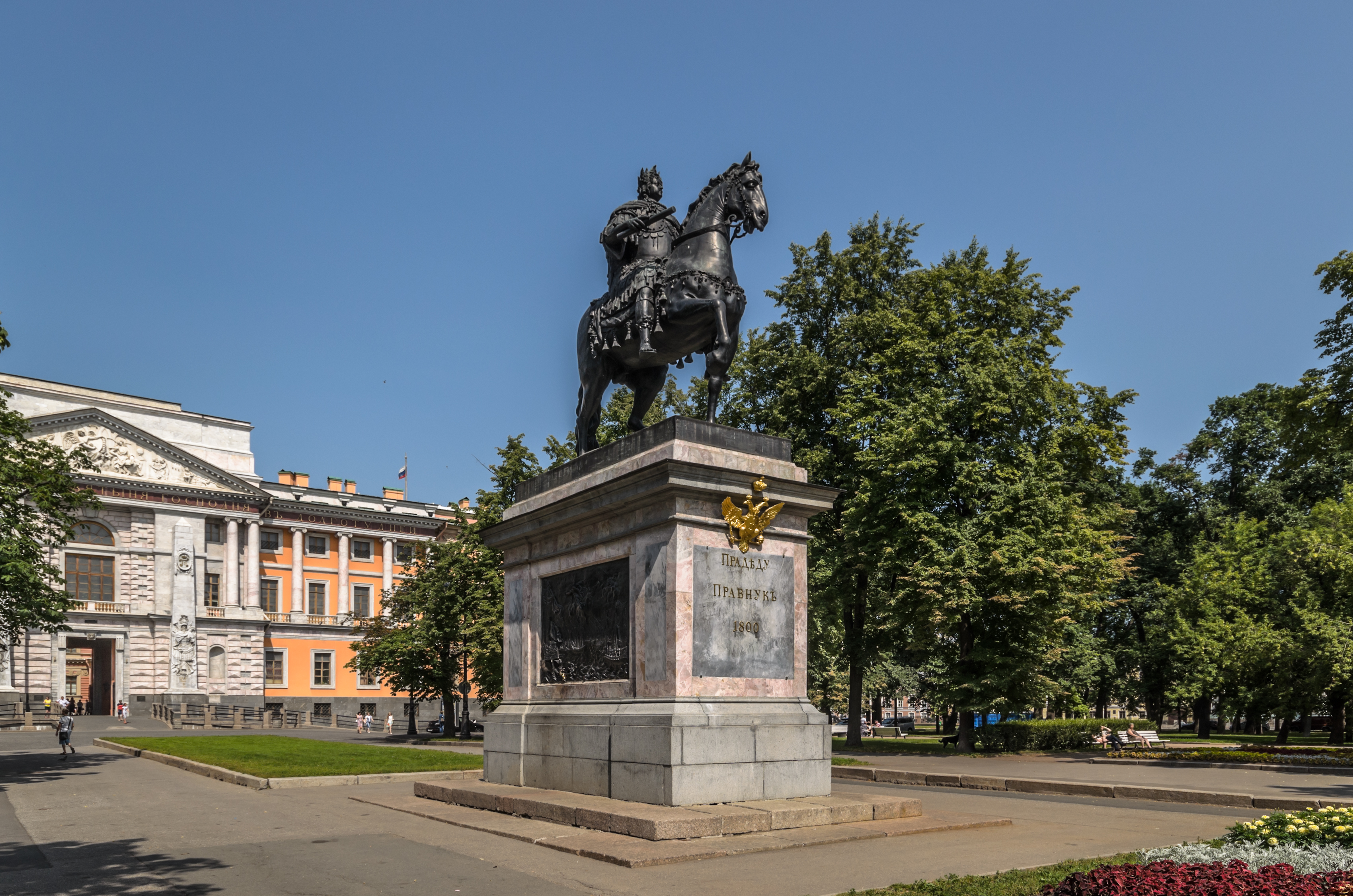
Das Denkmal Peters des Großen vor der Michaelsburg

Das Denkmal Peters des Großen (russisch памятник Петру I) ist ein bronzenes Reiterstandbild von Peter dem Großen vor der Michaelsburg in St. Petersburg, Russland. 
Im Jahr 1716 beauftragte Kaiser Peter der Große den italienischen Bildhauer Bartolomeo Carlo Rastrelli mit dem Entwurf einer Reiterstatue, die an die russischen Siege über Schweden im Großen Nordischen Krieg erinnert. Rastrelli arbeitete acht Jahre lang mit einem Modell des Denkmals, bevor es 1724 vom Kaiser genehmigt wurde. Als der Kaiser jedoch im folgenden Jahr starb, wurden die Arbeiten eingestellt. Das Gussstück der Skulptur wurde erst 1747 vollendet, nachdem der Bildhauer gestorben war, und verblieb zunächst in einem Lagerhaus vor Ort. Erst 53 Jahre später wurde es aufgestellt. In der Zwischenzeit hatte Katharina die Große ein weiteres Denkmal in Erinnerung an ihren Vorgänger Peter den Großen beauftragt: den bronzenen Reiter. 
Erst im Jahre 1800, während der Herrschaft von Paul I., wurde das Denkmal für Peter I. endgültig errichtet. Es wurde auf einem Sockel mit finnischem, rotem und weiß schattiertem Marmor platziert, der mit Flachreliefs geschmückt ist. Diese zeigen Szenen von zwei russischen Siegen über Schweden während des Großen Nordischen Krieges, der Schlacht von Poltawa und der Seeschlacht bei Hanko. Diese unter Peter dem Großen erreichten Siege halfen Russland, die dominierende Macht im Norden des Kontinents zu werden. Darüber hinaus ist eine allegorische Komposition mit Trophäen zu sehen. 
Auf Befehl Pauls I. wurde auf dem Sockel die Inschrift „Für den Urgroßvater, vom Urenkel“ (Прадеду — правнук) angebracht, eine subtile, aber offensichtliche Anspielung auf die lateinische Inschrift petro primo catharina secunda, der Widmung von Katharina der Großen auf dem Denkmal des bronzenen Reiters.
Während des Zweiten Weltkriegs wurde die Statue von ihrem Sockel entfernt, um sie bei der 861-tägigen Belagerung der Stadt vor den Deutschen zu schützen. Im Jahr 1945 wurde sie restauriert und wieder auf den Sockel gestellt.